# 中村頼永
中村 頼永（なかむら よりなが、1963年（昭和38年）12月19日‐）は、三重県出身の日本の武術家である。
ブルース・リー財団日本支部最高顧問、IUMA日本振藩國術館およびUSA修斗代表。

## 経歴
1963年（昭和38年）12月19日、三重県で生まれる。14歳の頃に、映画館で『未知との遭遇』を見る際に流れた『死亡遊戯』の予告編で、ブルース・リーが演じるアクションに衝撃を受けて截拳道を志すようになる。同じ頃に寛水流空手を始めだす。
兼ねてアニメーターを目指すために上京し専門学校へ通いながら、中国拳法も学んだ。卒業後はアニメーターをしながら、佐山聡が主宰する「スーパータイガージム」で修斗の特訓も受ける。第1回プリシューティング66kg級で優勝。
しばらくは修斗の方でインストラクターをしていた。しかし、截拳道を志したい夢を断ち切れず、修斗をアメリカに広める名目で渡米する。ブルース・リーから截拳道に関する免状を持つダン・イノサントが運営する「イノサント・アカデミー」に入門し、師事する。
1992年（平成4年）、IUMA日本振藩國術館を立ち上げ、現在イノサント・アカデミーで指導している。

## その他
ブルース・リーをはじめ、色々な格闘技のファンであり、上記のように佐山聡認定シューティスト（修斗最高ランク）である。
実弟の中村之洋（なかむらゆきひろ）は現在の佐山聡や、4代目タイガーマスク等のお抱えマスク職人。三重県津市に自身の工房と併設したプロレスマスクミュージアムを構えている。
タレント・朝日奈央のファンで、朝日がアイドル時代のグループ・アイドリング!!!でリリースしたシングル「Don't think. Feel !!!」の裏ジャケットに採用されていた、ブルース・リー主演映画『死亡遊戯』で有名な黄色いトラックスーツのコスプレをした朝日の姿を見つけ、興味を持つようになった。それ以来から日本に帰国するたびに『月刊フルコンタクトKARATE』元編集長の山田英司と、朝日の近況や魅力について語っていた。と、ライターの吉田豪が明かしている。

## 参加作品
- Zアイランド（2015年、品川ヒロシ監督、哀川翔主演）武術指導